# Marissa Carpadios
Marissa Carpadios (Brisbane, Queensland 30 décembre 1977 - ) est une joueuse de softball australienne. Elle remporta en 2004 une médaille d'argent en softball aux Jeux olympiques d'Athènes avec l'équipe australienne de softball.